# Булонне

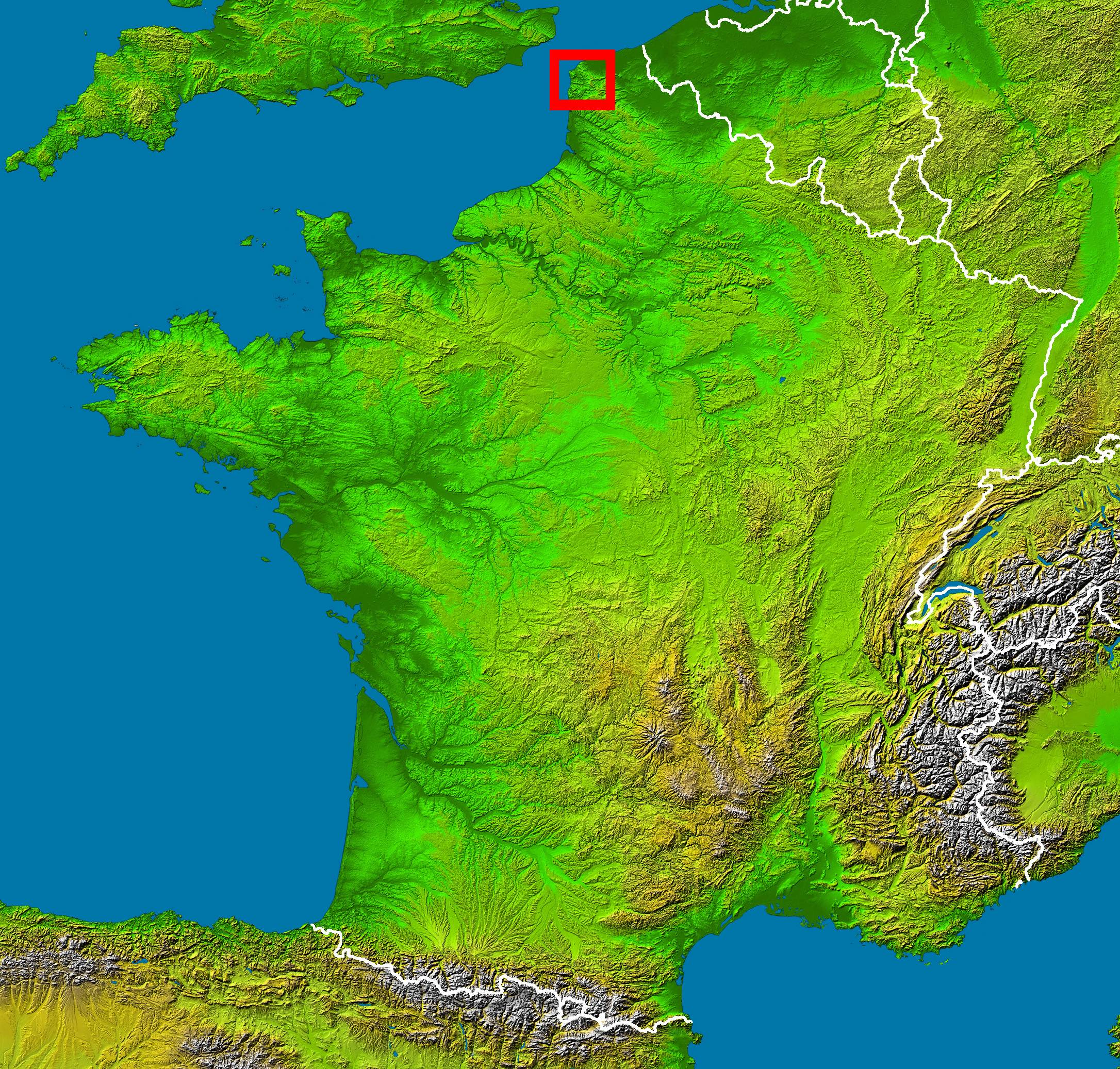
Булонне на карте Франции

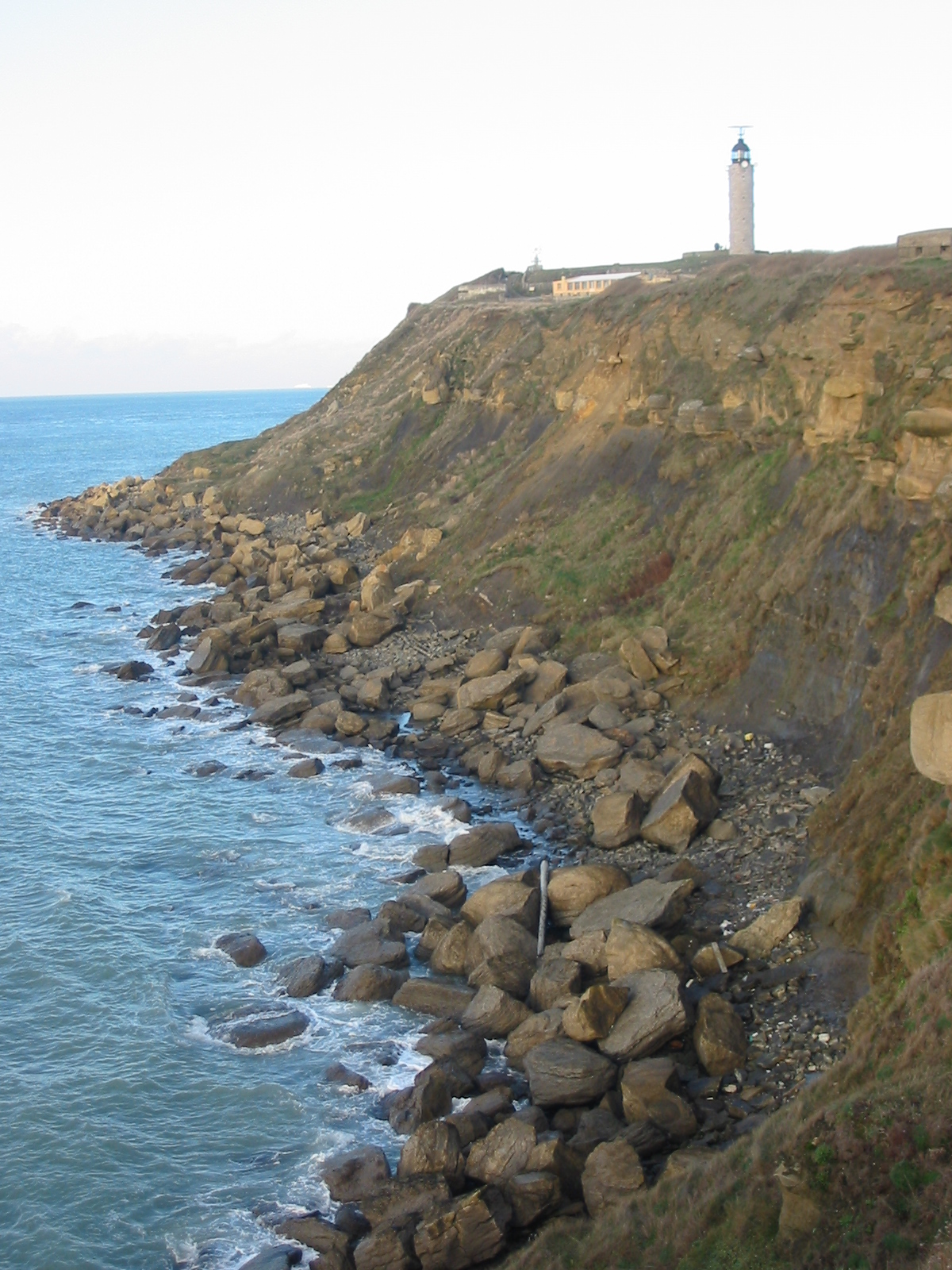
Побережье в области Булонне́

Булонне́ (фр. le Boulonnais, [булонэ]) — географическая область во Франции; прибрежная зона пролива Ла-Манша в департаменте Па-де-Кале, в окрестностях города Булонь-сюр-Мер.
Поначалу графство, затем сенешальство в рамках исторической области Пикардия, Булонне была включена, по решению Учредительного собрания 1789 года в департамент Па-де-Кале.
Область прославилась:
- своим рыболовством,
- несколькими марками домашнего скота и фруктов:
  - булонская лошадь;
  - булонская овца;
  - сорт яблок «фламандский ренет» (Reinette de Flandres);
  - сорт яблок «кабарет» (Cabarette)
  - самерская земляника (фр.)
- а также традиционными сырами:
  - «Вьё Булонь»;
  - «Вьё Саме».

## История
В Средние века на территории Булонне существовало графство со столицей в городе Булонь-сюр-Мер. В 1422 году оно перешло во владения Филиппа III Доброго, герцога Бургундского; а в 1477 году, при присоединении Пикардии к Франции королём Людовиком XI (февраль 1477 года) графство было преобразовано в сенешальство.